# Xanthoparmelia waiporiensis
Xanthoparmelia waiporiensis är en lavart som först beskrevs av Hillmann, och fick sitt nu gällande namn av O. Blanco, A. Crespo, Elix, D. Hawksw. & Lumbsch. Xanthoparmelia waiporiensis ingår i släktet Xanthoparmelia och familjen Parmeliaceae.   Inga underarter finns listade i Catalogue of Life.